# Святой Себастьян (картина Тициана)
Святой Себастьян (итал. San Sebastiano) — картина венецианского художника Тициана, созданная около 1576 года. Хранится в Эрмитаже, Санкт-Петербург.

## История картины

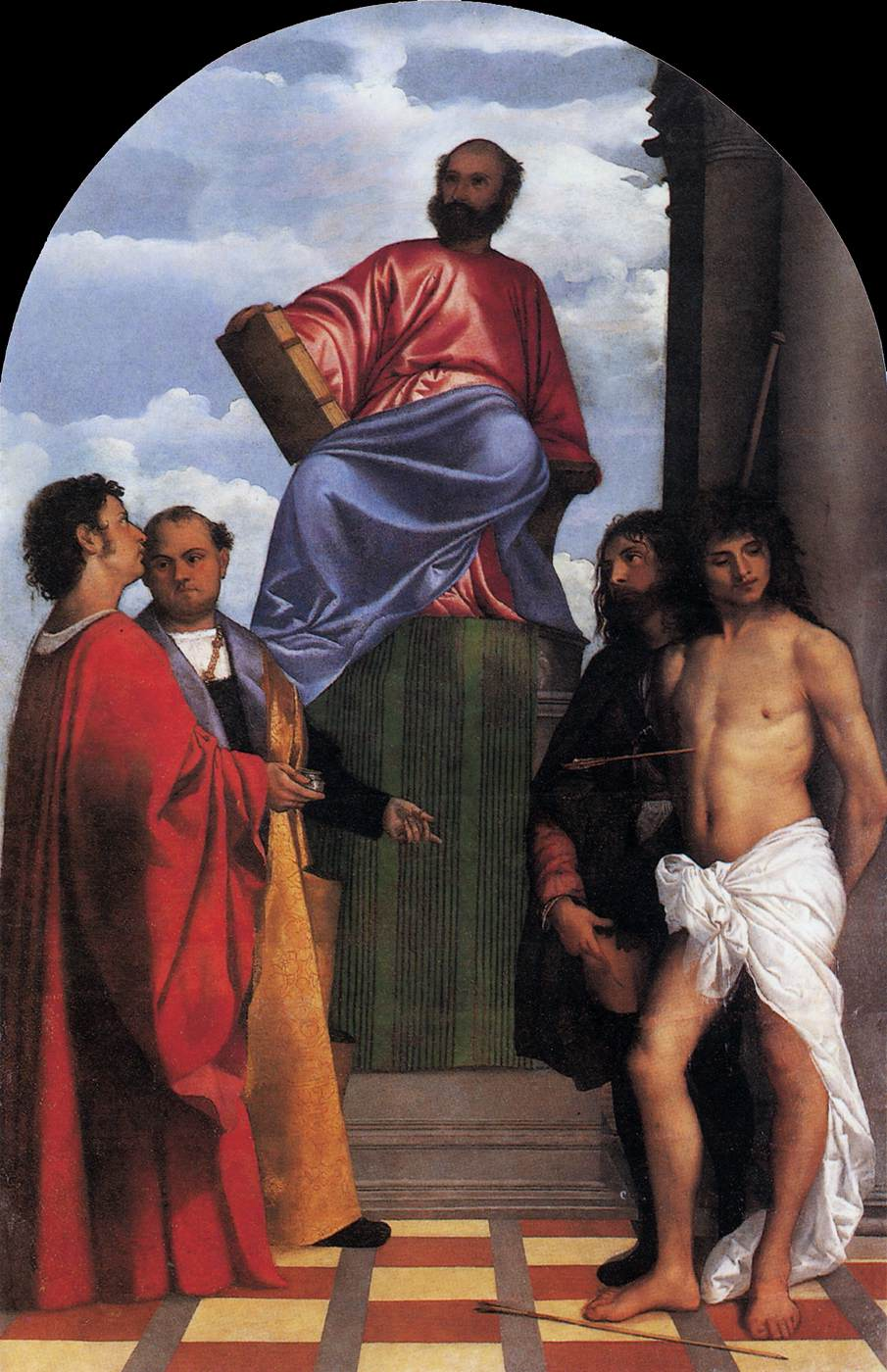
Св. Марк на троне. 1510—1511. Св. Себастьян — крайний справа.

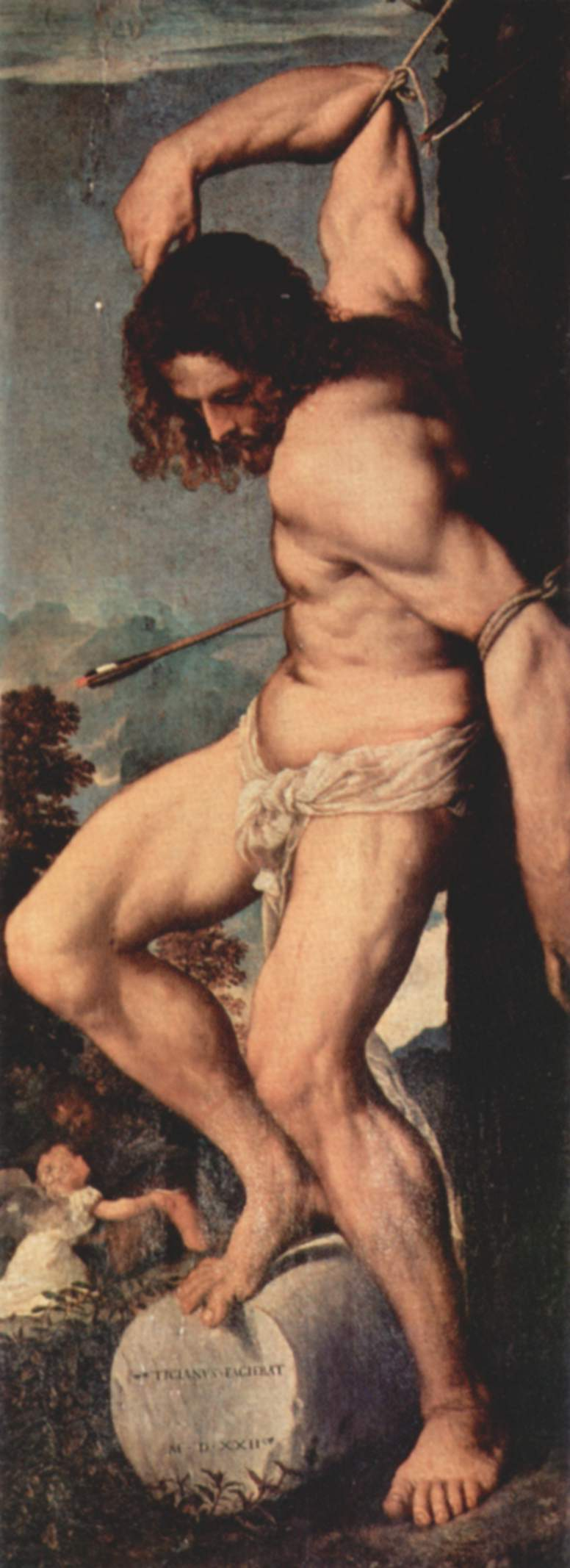
Св. Себастьян на полиптихе Аверольди. 1520—1522

В разные годы Святой Себастьян неоднократно появляется на картинах Тициана. Его изображение можно увидеть в ранней работе «Святой Марк на троне» (1510—1511, Санта-Мария-делла-Салюте, Венеция) и на полиптихе Аверольди (1520—1522, Церковь Санти-Назаро-э-Чельсо, Брешиа). Молодого Тициана занимала, в первую очередь, детальная и точная проработка прекрасного человеческого тела. Образцом ему служили античные скульптуры и произведения Микеланджело. В 1570-е годы мастер, которому уже было за восемьдесят, вернулся к теме Себастьяна. На этот раз он трактовал сцену совершенно по-другому, придав ей трагическое звучание.
После кончины Тициана картина некоторое время оставалась в мастерской художника. В октябре 1581 года дом вместе со всеми остававшимися там произведениями был продан знатному венецианцу Кристофоро Барбариго. «Святой Себастиан» вместе с несколькими другими полотнами Тициана находился в собрании семьи Барбариго вплоть до 1850 года, когда большая часть коллекции была приобретена для Эрмитажа.

## Сюжет и художественные особенности картины
Себастьян, римский воин, обратившийся в христианство, был подвергнут за это казни — его приказали расстрелять из луков. На полотне он изображен привязанным к столбу или дереву, пронзенным несколькими стрелами и ожидающим, казалось бы, неминуемого конца. Он стоит на фоне темного тревожного неба с красными отблесками вдали. Детали пейзажа неразличимы. Его лицо, наполовину в тени, вознесено к небу. Картина кажется почти монохромной, но в действительности каждый ее фрагмент составлен из множества мазков разнообразных оттенков.
Полотно демонстрирует позднюю живописную манеру Тициана. Как отмечал Вазари, работы Тициана, созданные в этот период, вблизи представляются хаосом беспорядочно разбросанных пятен, и лишь на расстоянии кажутся законченными. Эта манера далеко не всегда была понятна современникам. Даже в XIX веке «Святого Себастьяна» продолжали считать незавершенным и включили в постоянную экспозицию Эрмитажа лишь в 1892 году.
В «Святом Себастьяне» Тициан применяет принципиально новый подход к живописи, вновь изобретенный лишь в XIX веке. Обычно художники подробно прорабатывали подготовительный рисунок, а затем «раскрашивали» его. Тициан формирует композицию, сразу накладывая толстый пастозный слой краски, иногда мастихином или пальцем. Даже размер полотна изменился в процессе работы. Мастер решил изобразить фигуру не до пояса, как предполагал сначала, а в полный рост. Для этого ему пришлось надставить холст снизу и дописать ноги.
В знаменитом «Путеводителе по картинной галерее Императорского Эрмитажа» (1910) русский художник и критик А. Н. Бенуа писал, что «Тициана иногда называют предшественником Рембрандта» и «в равной степени предтечей импрессионизма XIX века». Далее Бенуа, как всегда парадоксально, писал:

 Здесь живопись в том смысле, как она понималась во всей остальной истории искусства исчезла и заменена чем-то другим. Вернее, здесь живопись только и стала живописью, чем-то самодовлеющим. Исчезли грани рисунка, исчез деспотизм композиции, исчезли даже краски, их переливы и игра. Один цвет — чёрный — создаёт весь красочный эффект на «Св. Себастьяне», немного красок также на картинах «Се человек» и «Несение креста». Но это отнюдь не свидетельствует об упадке сил старца Тициана, а скорее о высшей точке его развития как живописца… Чёрная краска у «Тициана старца» не скучная безжизненная темнота «болонцев», а какой-то первичный элемент, какое-то волшебное творческое средство. Если бы Леонардо мог увидеть такие результаты, он понял бы, что своё sfumato, свою дымку он искал не на верном пути"